# 1960-as Formula–1 monacói nagydíj
Az 1960-as Formula–1-es világbajnokság második futama a monacói nagydíj volt.

## Futam

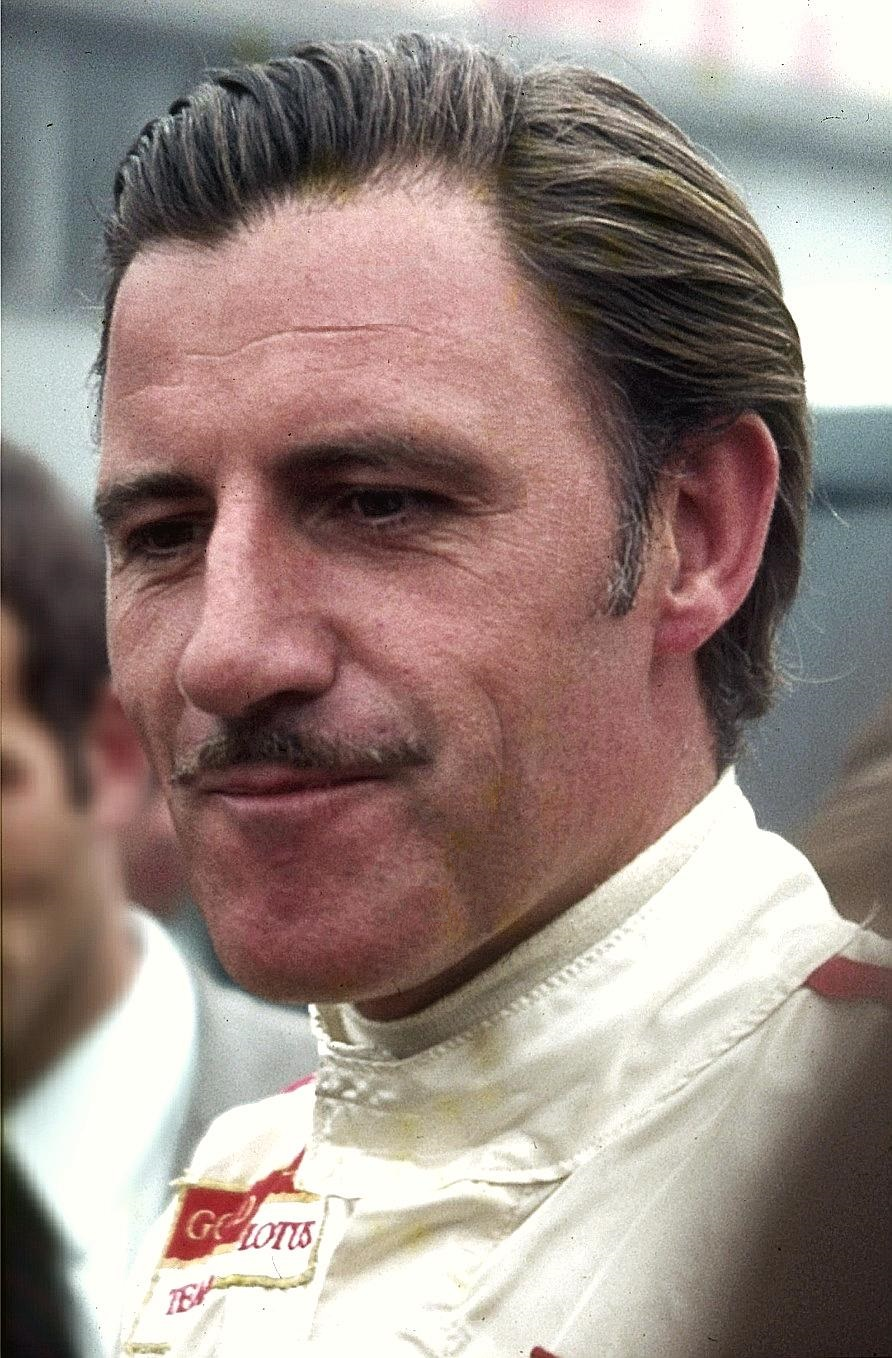
Graham Hill, becenevén "Mr. Monaco" ötször nyert Monacóban

A május 29-én rendezett monacói nagydíj előtt Rob Walker úgy döntött, Moss jobb eredményt érhet el a Lotus 18-assal, így a Cooperről a Lotusra váltott. A Ferrari vásárolt egy Cooper autót, ennek alapján pedig megépítették a farmotoros 246P-t, amelyet az újonc Richie Ginther vezetett Monacóban. Új csapatként jelent meg a Scarab, amellyel az amerikai milliomos Lance Reventlow és Chuck Daigh indult. A gyári Cooper csapat már az új T53-as típussal indult a nagydíjon. Moss szerezte meg a pole-t Brabham és Chris Bristow BRP Cooperje előtt. A startnál Bonnier szerezte meg a vezetést Brabham és Moss előtt. A brit versenyző az 5. körben megelőzte Brabhamet, majd a 17. körig szorosan követte Bonniert, amikor az élre állt. Brabham a 20, körben megelőzte Bonniert, de a svéd a 27. körben visszavette pozícióját. Mikor elkezdett esni, Brabham megelőzte Bonniert, majd Mosst is. Hat körrel később a vezető Brabham a Ste Devote-kanyarban a falnak csúszott. Ismét Mossé lett a vezetés, de ki kellett állnia szerelőihez, hogy visszacsatlakoztassák az egyik vezetéket autójában. Mivel a vezető Bonniernek eltört a felfüggesztése, Moss nyerte a versenyt, McLaren második, Phil Hill harmadik, Tony Brooks negyedik lett. A célvonalon mindössze 4-en értek át, az ötödik helyezett Bonnier már tizenhét körrel kevesebbet teljesített.
Ez volt a Lotus első győzelme, Colin Chapman a márka tulajdonosa ezt és Moss három további győzelmét nem számította be, mivel nem a gyári csapat tagja szerezte.
|         | Rsz. | Versenyző           | Csapat             | Futott körük | Idő/Kiesés oka   | Rajthely | Pontszám |
| ------- | ---- | ------------------- | ------------------ | ------------ | ---------------- | -------- | -------- |
| 1       | 28   | Stirling Moss       | Lotus-Climax       | 100          | 2:53'45,5        | 1        | 8        |
| 2       | 10   | Bruce McLaren       | Cooper-Climax      | 100          | + 52,1           | 11       | 6        |
| 3       | 36   | Phil Hill           | Ferrari            | 100          | + 1'01,9         | 10       | 4        |
| 4       | 18   | Tony Brooks         | Cooper-Climax      | 99           | + 1 kör          | 3        | 3        |
| 5       | 2    | Jo Bonnier          | BRM                | 83           | + 17 kör         | 5        | 2        |
| 6       | 34   | Richie Ginther      | Ferrari            | 70           | + 30 kör         | 9        | 1        |
| 7       | 6    | Graham Hill         | BRM                | 66           | Kipördült        | 6        |          |
| 8       | 38   | Wolfgang von Trips  | Ferrari            | 61           | Kuplung          | 8        |          |
| 9       | 22   | Innes Ireland       | Lotus-Climax       | 56           | + 44 kör         | 7        |          |
| Kiesett | 4    | Dan Gurney          | BRM                | 44           | Felfüggesztés    | 14       |          |
| Kizárva | 8    | Jack Brabham        | Cooper-Climax      | 40           | Kizárva          | 2        |          |
| Kiesett | 14   | Roy Salvadori       | Cooper-Climax      | 29           | Túlhevülés       | 12       |          |
| Kiesett | 24   | Alan Stacey         | Lotus-Climax       | 23           | Alváz            | 13       |          |
| Kiesett | 16   | Chris Bristow       | Cooper-Climax      | 17           | Váltó            | 4        |          |
| Kiesett | 26   | John Surtees        | Lotus-Climax       | 17           | Váltó/erőátvitel | 15       |          |
| Kiesett | 44   | Maurice Trintignant | Cooper-Maserati    | 4            | Váltó            | 16       |          |
| NK      | 12   | Bruce Halford       | Cooper-Climax      |              | Nem kvalifikált  |          |          |
| NK      | 32   | Cliff Allison       | Ferrari            |              | Nem kvalifikált  |          |          |
| NK      | 20   | Brian Naylor        | JBW-Maserati       |              | Nem kvalifikált  |          |          |
| NK      | 40   | Masten Gregory      | Cooper-Maserati    |              | Nem kvalifikált  |          |          |
| NK      | 46   | Chuck Daigh         | Scarab             |              | Nem kvalifikált  |          |          |
| NK      | 30   | Giorgio Scarlatti   | Cooper-Castellotti |              | Nem kvalifikált  |          |          |
| NK      | 48   | Lance Reventlow     | Scarab             |              | Nem kvalifikált  |          |          |
| NK      | 42   | Ian Burgess         | Cooper-Maserati    |              | Nem kvalifikált  |          |          |

### Statisztikák
Vezető helyen:
- Jo Bonnier : 23 kör (1-16 / 61-67)
- Stirling Moss : 70 kör (17-33 / 41-60 / 68-100)
- Jack Brabham : 7 kör (34-40)
- Stirling Moss 13. győzelme, 13. pol pozíció , Bruce McLaren 1. leggyorsabb köre.
- Lotus 1. győzelme.

Richie Ginther és John Surtees első versenye.